# O Cinema, Manoel de Oliveira e Eu
O cinema, Manoel de Oliveira e eu é um documentário biográfico português de 2016 realizado e narrado por João Botelho. O filme apresenta-se como uma homenagem a Manoel de Oliveira, focando-se em particular no seu método de realizar filmes, nas aprendizagens de João Botelho e no legado do seu estilo no cinema nacional e mundial. Utilizando uma estrutura de filme dentro de um filme, O cinema, Manoel de Oliveira e eu contém ainda a curta-metragem de ficção intitulada "A rapariga das luvas”, uma obra que havia sido imaginada por Oliveira e que nunca tinha sido realizada.
O documentário fez parte da programação do 13º Festival IndieLisboa, fora de competição, onde foi apresentado a 24 de abril de 2016, um ano após o falecimento de Manoel de Oliveira. Comercialmente, O cinema, Manoel de Oliveira e eu estreou nos cinemas portugueses a 13 de outubro de 2016.

## Sinopse

### Segmento documental
O filme abre com uma fotografia de Manoel de Oliveira e João Botelho (o narrador), tirada em 1980. Botelho assume-se aluno e interpreta o gesto da mão do seu mestre na foto como uma benção. Neste momento da sua carreira, Oliveira, então com pouco mais de 70 anos, estava prestes a iniciar a sua década mais prolífica e criativa. Paralelamente, inicia-se uma relação de quatro décadas de amizade, admiração e aprendizagem entre os dois cineastas.
O narrador recorda como conheceu Manoel de Oliveira, quando ainda andava na Escola de Cinema e o impacto que este teve no seu próprio cinema. Oliveira aceita interpretar o pequeno papel de um padre em Conversa acabada (1981), a primeira longa-metragem de João Botelho. "Como um pai, ensinava-me cinema", comenta o narrador. Uma das explicações de cinema que aprendeu com Oliveira foi: "Se não há dinheiro para filmar a carruagem, filme apenas a roda, mas filme bem a roda". Botelho recorda ainda o mais valioso conselho do seu mestre: "Prostitua-se para conseguir dinheiro para filmar, mas não se prostitua enquanto faz o seu filme. É o “seu” filme. Não faça concessões".
Ao longo da sua carreira, Oliveira havia precedido vários estilos, como o construtivismo, quando apresenta o Porto como um local onde se encontra um rebuliço pouco natural numa cidade portuguesa da época em Douro, Faina fluvial (1931), ou o realismo poético de Aniki Bóbó (1942) que aproxima o espetador de uma realidade pouco provável. Lutando contra o esquecimento de quem diz ser o maior dos cineastas portugueses, o narrador revê momentos do cinema de Oliveira, focando-se no seu método, modo de filmar, bem como nas suas invenções cinematográficas. João Botelho comenta excertos dos filmes de Oliveira que mais estima, cenas que se tornaram emblemáticas da história do cinema português.

#### Excertos de filmes
Botelho narra a ligação entre si e Manoel de Oliveira, fazendo uma viagem pelas suas memórias que se intercala com excertos dos seguintes filmes:
Filmes de Manoel de Oliveira
- Acto da Primavera, 1963;
- Amor de perdição, 1979;[14]
- Aniki Bóbó, 1942;
- Belle toujours, 2006;
- Benilde ou A virgem mãe, 1975;
- A caça, 1964;
- Os canibais, 1988;
- O dia do desespero, 1992;
- Douro, Faina fluvial, 1931;
- O estranho caso de Angélica, 2010;
- Francisca, 1981;
- Gebo et l'ombre, 2012;
- Non ou A vã glória de mandar, 1990;
- O meu caso, 1986;
- Palavra e utopia, 2000;[15]
- O passado e o presente, 1972;
- O pintor e a cidade, 1956;
- Porto da minha infância, 2001;
- Le soulier de satin, 1985;
- Vale Abraão, 1993;[16]
- Viagem ao princípio do mundo, 1997;
- Visita ou Memórias e confissões, 1993.

Filmes de João Botelho
- Um adeus português, 1986;
- Conversa acabada, 1981.

### A rapariga das luvas
Na relação de ambos realizadores, Oliveira compartilhou muitos enredos que nunca conseguiu transformar em filme. Botelho tenta fugir do caminho ortodoxo trilhado pela maioria dos filmes de homenagem póstuma e, considerando que documentário e ficção vão de par, decide construir toda a segunda parte do seu documentário em torno de um desses enredos.
O filme mudo a preto e branco conta a história de uma jovem mulher vítima da violência de um pai austero e abusivo. A seriedade dos ataques força-a a fugir de casa. Encontra como único refúgio, um bordel onde é obrigada a vender o corpo aos homens abastados da cidade. Objeto de desejo dos mesmos, a jovem esconde as suas mãos queimadas, vítimas da tortura paterna, com luvas, um conselho oferecido pela dona do bordel, com quem mantém um caso amoroso. Entre os seus clientes está um belo e rico jovem que se interessa e apaixona perdidamente por ela e tenta retirá-la desta vida de desgraça.
Porém, ao contrário do casamento esperado, negado pela família, eles encontram a ignominia. Após um ano, a própria jovem decide regressar ao bordel para não arruinar a vida do rapaz amado. A sua saúde degrada-se até uma morte prematura. O seu pai, arrependido, visita-a e beija-lhe a palma da mão morta, deformada pelas queimaduras que lhe infligira como castigo.

## Produção
O cinema, Manoel de Oliveira e eu é uma longa-metragem de 2016, com a produção de Ar de Filmes, em co-produção com a RTP. A obra contou com a participação financeira do Instituto do Cinema e do Audiovisual e, para o segmento A rapariga das luvas, da Câmara Municipal do Porto.

### Desenvolvimento
Após o falecimento de Manoel de Oliveira a 2 de abril de 2015, Botelho "não quis fazer o luto. Isto [fazer o filme] é mostrar a paixão". Atribuindo-lhe inicialmente o título provisório Sequem as lágrimas, ouçam a pintura das palavras: O cinema segundo Manoel de Oliveira, o realizador João Botelho quis demonstrar com este projeto a sua admiração e paixão pelo cinema de Manoel de Oliveira. Concebeu o filme enquanto documento didático acerca do modo de Manoel de Oliveira filmar e não a sua biografia. Planeou que este filme servisse, nas suas palavras, "como uma introdução à obra de Oliveira, uma divulgação de algumas das suas invenções cinematográficas e um manifesto contra o esquecimento, a perda da memória". Acerca do critério para a seleção de excertos de filmes, o realizador explicou: "não utilizei um centésimo da obra do Oliveira. Escolhi algumas coisas – ele tem 50 e tal filmes! E utilizei, sobretudo, os filmes do início da carreira do Oliveira, porque foi numa altura em que convivia muito com ele. Portanto escolhi muitos do inicio e depois alguns do fim da carreira."
A encerrar este documentário, Botelho idealizou incluir um segmento de ficção: uma curta-metragem que Manoel de Oliveira nunca havia filmado. O tratamento original, idealizado nos anos 1930, intitulava-se Prostituição ou A mulher que passa. No início da carreira de Oliveira, vários dos seus projetos, haviam sido abandonados ou deixados de lado durante décadas (como o argumento Angélica, escrito em 1952, que só seria filmado em 2010 como O estranho caso de Angélica). Entre esses projetos estava Prostituição, contemporâneo de Aniki Bóbó, que não terá contornado a censura. Em entrevista, Botelho recorda a origem desta ideia: "o Oliveira era um valdevinos, ia com os amigos para os cafés... Pois, ia para os bailes, para os bordéis... (...) De resto, foi uma senhora da vida quem lhe contou esta história." Botelho decidiu recriá-la, sob o nome A rapariga de luvas, enquanto filme mudo, ainda que na realidade, não tenha sido assim concebido. Botelho tinha "a intenção de regressar à inocência do cinema. Que era o que o Manoel queria – já chega de tanto barulho, vamos voltar ao princípio, vamos ao Griffith". Nas suas palavras, "Atrevi-me a filmar uma história magnífica que o Manoel amava mas que nunca filmou (...) para que, ainda hoje, ele possa, através de mim, continuar a filmar.”

### Rodagem

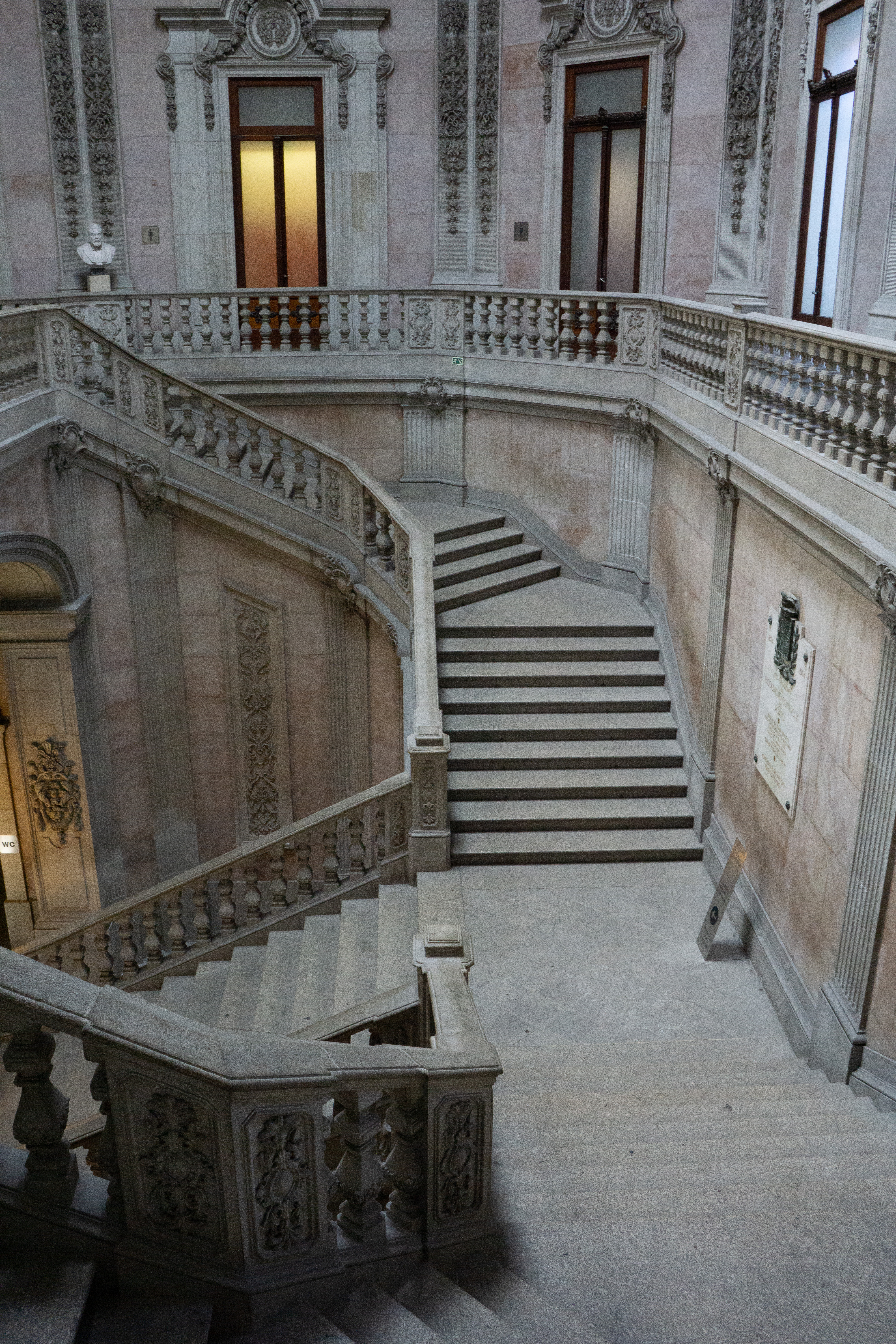
Cenas de A rapariga das luvas foram gravadas no Palácio da Bolsa (Porto).

A curta-metragem A rapariga das luvas foi rodada no final de 2015, no Porto, em locais como o Palácio da Bolsa, os jardins do Parque de Serralves e o Grande Hotel de Paris.

## Intervenientes
- Manoel de Oliveira;
- João Botelho, como Narrador.[32]

#### Elenco deA rapariga das luvas
- Mariana Dias, como Rapariga das luvas brancas;
- António Durães, como Pai;
- Ângela Marques, como Mãe;
- Maria João Pinho, como Irmã;
- Leonor Silveira, como Dona do bordel;[33]
- Marcello Urgeghe, como Cliente;
- Miguel Nunes, como Jovem bonito.[34]

## Equipa técnica
- Realização e argumento: João Botelho.[35]
- Fotografia: João Ribeiro.
- Música: Nicholas McNair.[36]
- Editor: João Braz.
- Som: Paulo Abelho
- Direção de produção: Alexandre Oliveira.[37]

## Continuidade artística
A primeira longa‑metragem de João Botelho, Conversa acabada (1982), sobre a correspondência entre Fernando Pessoa e Mário de Sá‑Carneiro, surge no mesmo momento em que Manoel de Oliveira recomeça a sua carreira, um momento de afirmação do cinema português posterior à Revolução de 25 de abril. A especificidade dos seus cinemas associa-se a figuras da literatura portuguesa. No caso de Botelho, após abordar a obra de Fernando Pessoa, transpõe para filme textos de Almeida Garrett (Quem és tu?), Miguel Torga (A terra antes do céu), Agustina Bessa‑Luís (A corte do norte), Eça de Queiroz (Os Maias), Fernão Mendes Pinto (Peregrinação), José Saramago (O ano da morte de Ricardo Reis) e Alexandre O’Neill (Um filme em forma de assim). Com O cinema, Manoel de Oliveira e eu, Botelho não deixa de fazer um balanço das suas próprias ideias e vivências, continuando a dialogar com a literatura e a História de Portugal, e neste caso em particular, com a história do cinema português, cuja descendência Botelho insere no seu cinema.

## Distribuição

### Lançamento
O cinema, Manoel de Oliveira e eu foi selecionado para a programação do 13º Festival IndieLisboa, fora de competição, onde se estreou a 24 de abril de 2016, um ano após o falecimento de Manoel de Oliveira.
Comercialmente, o documentário foi lançado nos cinemas portugueses a 13 de outubro de 2016, tendo como complemento Ascensão, uma curta-metragem de Pedro Peralta que havia sido premiada na mesma edição do IndieLisboa na qual o filme de Botelho se estreou.
Em televisão, a estreia decorreu na RTP2 a 11 de dezembro de 2018, momento a partir do qual a longa-metragem foi disponibilizada no serviço de streaming RTP Play.

### Festivais
Após a sua estreia no IndieLisboa, a Portugal Film, estrutura que representa o filme internacionalmente, mostrou-se agradada com o acolhimento caloroso de quem assistiu às sessões oficiais de O cinema, Manoel de Oliveira e eu. Tal despoletou o interesse de vários programadores de festivais, dos quais se destacam:
- Viennale (Áustria), 2016;[45]
- Festival Internacional de Cinema de Locarno (Suíça), 11 de agosto de 2016;[46]
- Ourense Film Festival (Espanha), 30 de outubro de 2016;[47]
- Mostra Internacional de Cinema de São Paulo (Brasil), 31 de outubro de 2016;[48]
- Janela Internacional de Cinema do Recife (Brasil), 5 de novembro de 2016;[49]
- Caminhos do Cinema Português (Portugal), 25 de novembro de 2016;[50]
- Les Écrans Documentaires (França), 2017;[51]
- Jeonju International Film Festival (Coreia do Sul), 2017;
- Festival de Cinema de Salonica (Grécia), 2017;[52]
- Festival Punto de Vista (Espanha), 6 de março de 2017;[53]
- Cinéma du Réel (França), 30 de março de 2017;[54]
- Hong Kong International Film Festival (Hong Kong), 16 de abril de 2017;[55]
- Festival Internacional de Cinema Independente de Buenos Aires (Argentina), 24 de abril de 2017;[56]
- Panorama Internacional de Coisa de Cinema (Brasil), 5 de novembro de 2017;[57]
- Documentary Film Club Close Up (Ucrânia), 2018;
- Vladivostok International Film Festival (Rússia), 2018.

## Receção

### Audiência
Aquando a sua distribuição limitada em Portugal, O cinema, Manoel de Oliveira e eu recebeu apenas 587 de espetadores em sala.

### Crítica
| Críticas profissionais | Críticas profissionais |
| Avaliações da crítica  | Avaliações da crítica  |
| Fonte                  | Avaliação              |
| ---------------------- | ---------------------- |
| C7nema                 | [ 59 ]                 |
| CinEuphoria            | [ 60 ]                 |
| The flickering wall    | [ 61 ]                 |
| Plano crítico          | [ 62 ]                 |
| Público                | [ 63 ]                 |
| Sábado                 | (favorável)            |

Em Sound + Vision, o cinéfilo João Lopes defende o documentário pela sua característica transfiguradora entre ficção e não-ficção, bem como a abordagem de Botelho, rematando: "importa continuar a filmar, questionando o próprio cinema, questionando a difícil arte de ser espectador. É isso que Botelho arrisca". Escrevendo para a Cinemateca portuguesa, Joana Ascensão enquadra o realizador do documentário como a pessoa mais conhecedora do cinema de Oliveira, mais apta para introduzir os espetadores aos seus fundamentos estéticos. Luís Miguel Oliveira (Público) acrescenta a esta ideia que "a voz off do próprio Botelho comenta e, sobretudo, conduz as operações, sempre numa mescla – no seu melhor, indestrinçável – entre a admiração e a análise".
Vários críticos, compararam O cinema, Manoel de Oliveira e eu com João Bénard da Costa: Outros amarão as coisas que eu amei, de Manuel Mozos. O cinéfilo Jorge Mourinha (The flickering wall) comenta que o filme de Botelho se afasta de uma estrutura de documentário rígida e se aproxima da abordagem impressionista que Mozos adota no seu filme. Em C7nema, Hugo Gomes conclui que o filme de Mozos beneficia da perspetiva "fraternal" com que o realizador preserva os sentimentos e fascínios de Bénard da Costa em relação ao cinema e que não é a abordagem de Botelho. Este debate acerca da transposição do género de cinema de homenagem surge igualmente na crítica de Ricardo Vieira Lisboa para À pala de Walsh. O crítico escreve que a obra de Botelho é bem-sucedida porque "todo o filme se faz neste intervalo entre a bênção e a maldição, entre a descendência e degenerescência".
Parece ter havido algum consenso na crítica de que a curta-metragem A rapariga das luvas se assume enquanto o ponto alto do filme. Luiz Santiago em Plano crítico é um dos que argumenta neste sentido, ao caracterizar o segmento documental do filme enquanto uma parte "bastante preguiçosa, a despeito do ótimo material coletado", acrescentando que tem pouco valor artístico e que "traz pouca novidade. Apenas a exibição de cenas de filmes de outra pessoa não faz um bom documentário". Paulo Peralta (CinEuphoria) ignorou o primeiro ato e considerou no seu texto apenas o segmento de ficção de O cinema, Manoel de Oliveira e eu. Destaca a interpretação de Mariana Dias no papel da protagonista e, em particular, a fotografia de João Ribeiro. Também Vitor Pinto, escrevendo para Cineuropa, realça "a bela cinematografia de João Ribeiro (...), deixando espaço para o compositor Nicholas McNair envolver as imagens numa atmosfera musical emocionante". Focando-se igualmente em A rapariga das luvas, Cid Vasconcelos (Magia do real) destaca "a beleza melancólica das composições em que surge a lua, evocativas do pintor romântico Caspar David Friedrich, assim como para um estilo que em tudo e por tudo é o de Botelho, e não uma tentativa de mimetizar Oliveira e o que seria equivalente às cartelas do cinema mudo se sobrepõe as imagens".

### Premiações
| Ano  | Premiação                                | Categoria                             | Trabalho                                              | Resultado | Ref.   |
| ---- | ---------------------------------------- | ------------------------------------- | ----------------------------------------------------- | --------- | ------ |
| 2016 | Janela Internacional de Cinema do Recife | Prémio João Sampaio                   | João Botelho                                          | Venceu    | [ 70 ] |
| 2017 | Prémios CinEuphoria                      | Melhor atriz nacional                 | Mariana Dias                                          | Indicado  |        |
| 2017 | Prémios Sophia                           | Melhor documentário em longa-metragem | O cinema, Manoel de Oliveira e eu, Alexandre Oliveira | Indicado  | [ 71 ] |